# Planodasyidae
Planodasyidae zijn een familie van de buikharigen. 

## Taxonomie
De volgende geslachten zijn bij de familie ingedeeld:
- Crasiella Clausen, 1968
- Megadasys Schmidt, 1974
- Planodasys Rao in Rao & Clausen, 1970